# Rhynchospiza stolzmanni
El chingolo de Tumbes (Rhynchospiza stolzmanni) es una ave paseriforme de la familia Emberizidae, que se encuentra al suroeste de Ecuador y noroeste de Perú.